# How to Draw Comics the Marvel Way
How to Draw Comics the Marvel Way è un libro di Stan Lee e John Buscema. Il libro insegna come disegnare e creare fumetti agli aspiranti fumettisti. Gli esempi usati sono tratti dai fumetti della Marvel Comics e opere d'arte dello stesso Buscema. Pubblicato nel 1978 dalla Marvel Fireside Books, è stato ristampato per trent'anni. Ancora oggi viene considerato come "uno dei migliori manuali istruttivi sulla creazione dei fumetti mai prodotto".
Lee e Buscema hanno creato anche una versione video del libro, ora disponibile su DVD. 
Il libro ha creato una generazione di fumettisti che hanno imparato che "c'era un modo per imparare a disegnare come nella Marvel e un modo sbagliato di disegnare". Alcuni comunque credono che le "esercitazioni sul libro sono stupide, con figure stilizzate, cilindri, cubi e la narrazione" Scot McCloud ha citato il libro come un ottimo manuale di riferimento per fare fumetti.

## Edizione italiana
- Disegnare i fumetti in stile Marvel è stato pubblicato in prima edizione aprile 2011 dall'Edizioni BD, ISBN 978-88-6123-810-7